# Sin el Fil

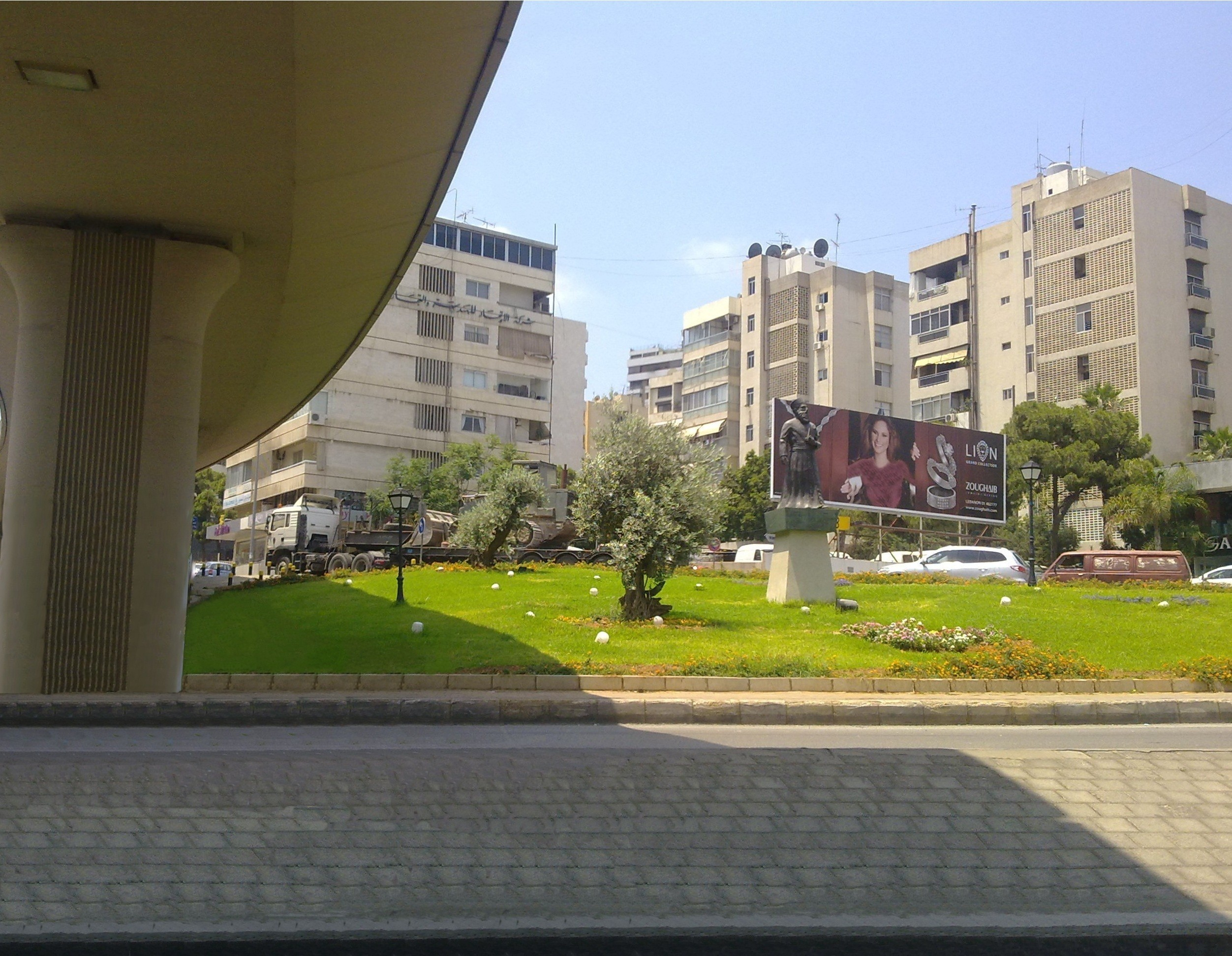
Sin el Fil

Sin el Fil (árabe: سنّ الفيل / ALA-LC: Sinn al-Fīl) é um subúrbio localizado a leste de Beirute, no distrito de Matn, na província de Monte Líbano, Líbano.

## Etimologia
O nome significa literalmente "marfim": "dente" (sinn) do "elefante" (al-fīl). Estando geograficamente mais próxima da antiga cidade de Antioquia e distante do habitat natural dos elefantes, acredita-se que o nome da cidade possa ser uma derivação de São Teófilo de Antioquia.

## Geografia
Com um solo rico em tonalidade avermelhada e precipitação moderada (além de irrigação com água subterrânea disponível), as terras agrícolas de Sin el Fil no início do século XX se transformaram em um subúrbio densamente povoado. No final do século, a paisagem natural era dominada por pinheiros-mansos. O Rio Beirute corre a oeste de Sin el Fil, separando a cidade da capital, Beirute.

## Pré-história e período romano
Coleções de material arqueológico deste "dorso de porco" calcário foram feitas a partir das ravinas ao sul da estrada principal nas encostas das colinas arborizadas. As áreas de recuperação foram descritas como "ravines sinueuses" por Raoul Describes após realizar uma coleta em 1921. Outros jesuítas que fizeram coletas na área incluíram Godefroy Zumoffen em 1908, Paul Bovier-Lapierre e Auguste Bergy, assim como Mouterde, Gigues, Lorraine Copeland e Peter Wescombe.  fr sugeriu que duas das peças triédricas (ou seja, compostas por três planos) coletadas por Paul Bovier-Lapierre eram chalossianas. Describes publicou parte do material como achelense, mas o grosso do material era muito diversificado, incluindo muitas peças neolíticas indeterminadas, como formas Triédricas Neolíticas e Pesadas Neolíticas.
Houve também uma ocupação romana nos campos planos acima das encostas.
Algum material arqueológico de Sin el Fil encontra-se no Museu Nacional de Beirute e no Museu de Pré-história Libanesa.